# Dominikanerplatz (Bozen)
Der Dominikanerplatz (italienisch Piazza Domenicani) ist ein Platz im Altstadtbereich der Südtiroler Landeshauptstadt Bozen. Seinen Namen trägt er nach der an seinem Südrand gelegenen Dominikanerkirche bzw. dem ehemaligen Konvent desselben Ordens, der sich im späten 13. Jahrhundert in Bozen angesiedelt hatte. 
Der Platz wird gerahmt vom spätbarocken Ansitz Kollegg und mehreren Funktionsbauten aus der ersten Hälfte des 20. Jahrhunderts, darunter vor allem dem Musikkonservatorium, das in den umgestalteten Gebäuden des früheren Dominikanerkonvents untergebracht ist. 
Ursprünglich umfasste der Platz nur das etwas verbreiterte Areal der Straße vor den Konventsgebäuden und bildete eine Verbindung zwischen dem Waltherplatz und dem westwärts Richtung Talfer gelegenen Stadtteil mit der südlichen Sparkassenstraße bzw. dem alten Spital (dem Areal der heutigen Freien Universität Bozen). Erst in der Zeit des Faschismus, als Bozen vor dem Hintergrund eines monumentalen Bauprogramms zu einer italienisch anmutenden Provinzhauptstadt aufrücken sollte, wurde der bestehende Platz ab 1933 zu einem langrechteckigen Platzareal ausgestaltet. An seiner westlichen Schmalseite entstanden 1929 das Gebäude der Nationalversicherung (INA) sowie, nach Entwurf von Paolo Rossi de Paoli, das monumentale Eckgebäude des Instituts für Nationalfürsorge (INPS-NISF), das 1936 eingeweiht wurde.
Mit der Neugestaltung des Dominikanerplatzes trachtete das faschistische Regime, neben dem trotz einiger Umgestaltungen und der Entfernung der Waltherstatue immer noch als zu unitalienisch empfundenen Waltherplatz eine neue Zentralität im Sinne der staatlichen Ordnungsvorstellungen zu schaffen.